# Miss Camerún
Miss Camerún (en francés: Miss Cameroun) es un concurso de belleza nacional en Camerún. Se encarga de seleccionar a las representantes del país para los concursos Miss Universo y Miss Mundo.
La actual Miss Camerún es Josiane Golonga Harangada del Extremo Norte, quien fue coronada el 12 de julio de 2025 en el Palacio del Congreso de Yaundé, en Yaundé.

## Historia

### Miss Camerún antes de 2002
La primera edición del concurso Miss Camerún se organizó en 1960 tras la independencia del país. Julienne Honorine Eyenga Fouda, ganadora del concurso, es la primera Miss Camerún. Esta primera edición del concurso, organizado por el Ministerio de Cultura, lleva también el nombre de Miss Independencia.
En 1991 se organizó una segunda edición de Miss Camerún. Lo ganó Aretha Makia, hoy médica en Estados Unidos.

### Miss Camerún después de 2002
La primera edición del concurso Miss Camerún tal como lo conocemos hoy se celebró en 2002. El concurso fue creado por Ingrid Solange Amougou, presidenta del Comité Organizador de Miss Camerún (COMICA). Desde 2002 ya se han organizado dieciséis ediciones del concurso.
Durante la edición de 2002, estalló un conflicto entre la presidenta del comité organizador, Solange Amougou, y la ganadora de 2002 Agathe Pascaline Nomgne, a quien le retiraron la corona poco después de su victoria. En 2009, Solange Amougou retiró su coche de empresa a la ganadora del año 2008 Joëlle Audry Amboagué. También en 2009, la nueva ganadora se quejó después del evento de insinuaciones inapropiadas hechas por ciertos invitados al evento. Durante la edición de 2009, varios errores sembraron problemas con la regularidad de la competición: la ganadora estaba rodeada de tres finalistas en lugar de dos, y su edad no parecía estar bien definida. Durante la edición de 2011 del concurso, la presidenta del comité organizador Solange Ingrid Amougou provocó un escándalo cuando circuló el rumor de que ella controlaba los resultados de la competición entre bastidores. Durante la edición de 2018, Caroline Biloa Koumou fue seleccionada en el Top 12 del concurso, pero los organizadores buscaron otra participante en el backstage insonorizado, dejando de facto a Caroline Biloa Koumou fuera de la competencia.

## Formato

### Elegibilidad
Los requisitos para participar en el concurso:
- Gozar de una excelente reputación y moralidad y no haber sido objeto de ningún proceso y/o condena.
- Estar soltera, no estar ni haber estado casada; no haber tenido o tener hijos
- Saber expresarse en el idioma local, dominar los hábitos y costumbres de su región de origen.
- Dominar los idiomas oficiales del país. (francés e inglés)
- Tener educación (al menos al nivel de primer grado)
- Tener buenas habilidades de comunicación.
- Tener una buena presentación física (cabello, uñas, piel, entre otros).
- No haber posaso desnuda en fotografías.
- Tener entre 17 y 28 años.
- Medir al menos 1.68 descalza.

### Concursos regionales
Se organizan selecciones para las diez regiones del país. Al final de estas competiciones regionales, se designan tres ganadoras para cada una de las dies regiones, es decir, una ganadora y dos finalistas, para poder participar en la final nacional.

## Ganadoras
| Year | Miss Camerún                 | Región        |
| ---- | ---------------------------- | ------------- |
| 1960 | Julienne Ayissi Eyenga Fouda | Centro        |
| 1991 | Aretha Makia                 | Centro        |
| 2002 | Diane Ngo Mouaha             | Centro        |
| 2004 | Audrey Béa Mbong             | Centro        |
| 2005 | Florence Rita Iyok           | Centro        |
| 2007 | Marthe Keza Troumba          | Norte         |
| 2008 | Joëlle Audrey Amboague       | Este          |
| 2009 | Anne Lucrèce Ntep            | Litoral       |
| 2010 | Marie Barbara Matagnigni     | Centro        |
| 2011 | Sophie Christine Ngnamgouet  | Oeste         |
| 2013 | Valérie Denise Ayena         | Centro        |
| 2014 | Larissa Ngangoum             | Centro        |
| 2015 | Jessica Ngoua                | Litoral       |
| 2016 | Julia Nguimfack (destituida) | Centro        |
| 2016 | Michèle-Ange Minkata         | Centro        |
| 2018 | Aimée Caroline Nseke         | Centro        |
| 2020 | Audrey Monkam                | Noroeste      |
| 2022 | Julia Samantha Edima         | Sur           |
| 2023 | Ndoun Issie Marie Princesse  | Litoral       |
| 2024 | Noura Njikam                 | Norte         |
| 2025 | Josiane Golonga              | Extremo Norte |

## Representación internacional

### Miss Universo
: Declarada como ganadora
     : Terminó como finalista
     : Terminó como una de las semifinalistas o cuartofinalistas
     : Terminó como ganadora de premios especiales
La Miss Universo Camerún será designada por la COMICA luego de que Miss Camerún se haya llevado a cabo. El comité suele designar a anteriores ganadoras de Miss Camerún con experiencia en concursos de belleza. La principal ganadora de Miss Camerún también tiene derecho a competir en Miss Universo, pero depende de la decisión del equipo directivo de Miss Camerún.
| Año                           | Región        | Miss Universo Camerún | Posición en Miss Universo | Premios especiales | Notas |
| ----------------------------- | ------------- | --------------------- | ------------------------- | ------------------ | --- |
| 2025                          | Extremo Norte | Josiane Golonga       | Por competir              | Por competir       | |
| 2024                          | Norte         | Noura Njikam          | No clasificó              |                    | |
| 2023                          | Litoral       | Issie Marie           | Top 20                    |                    | |
| 2022                          | Sudoeste      | Monalisa Mouketey     | No clasificó              |                    | La ganadora de Miss Camerún 2023, Ndoun Issie Marie Princesse decidió participar en Miss Universo 2023, la 1.ª finalista aprovechó la oportunidad. Monalisa acudió al Miss Universo 2022 de Nueva Orleans. |
| 2021                          | Centro        | Michèle-Ange Minkata  | No clasificó              |                    | Minkata, Miss Camerún 2017 fue designada como Miss Universo Camerún 2021. |
| 2020                          | Litoral       | Angèle Kossinda       | No clasificó              |                    | Dirección del COMICA - Kossinda designada para ser la primera Miss Universo Camerún. |
| No compitió entre 1961 y 2019 |               |                       |                           |                    | |
| 1960                          | Centro        | Sale Assouen          | No compitió               | No compitió        | Camerún esperaba debutar en el concurso Miss Independencia dependiente del Ministerio de Cultura en 1960, pero por razones desconocidas, la reina seleccionada no acudió a Miss Universo. Sale Assouen fue designada para volar a los Estados Unidos después de que la principal ganadora no se presentó al certamen de Miss Universo. |

### Miss Mundo
: Declarada como ganadora
     : Terminó como finalista
     : Terminó como una de las semifinalistas o cuartofinalistas
     : Terminó como ganadora de premios especiales
La principal ganadora de Miss Camerún representa a Camerún en el certamen de Miss Mundo.
| Año  | Región | Miss Mundo Camerún | Posición en Miss Mundo | Premios especiales | Notas |
| ---- | --- | --- | --- | --- | --- |
| 2025 | Litoral | Issie Princesse | Top 20 | - Multimedia (ganadora) - Talento (2.º lugar) | |
| 2023 | Sur | Julia Samantha Edima | Top 40 | | |
| 2022 | Miss Mundo 2021 se reprogramó para el 16 de marzo de 2022 debido al brote de pandemia de COVID-19 en Puerto Rico, no comenzó ninguna edición en 2022 | Miss Mundo 2021 se reprogramó para el 16 de marzo de 2022 debido al brote de pandemia de COVID-19 en Puerto Rico, no comenzó ninguna edición en 2022 | Miss Mundo 2021 se reprogramó para el 16 de marzo de 2022 debido al brote de pandemia de COVID-19 en Puerto Rico, no comenzó ninguna edición en 2022 | Miss Mundo 2021 se reprogramó para el 16 de marzo de 2022 debido al brote de pandemia de COVID-19 en Puerto Rico, no comenzó ninguna edición en 2022 | Miss Mundo 2021 se reprogramó para el 16 de marzo de 2022 debido al brote de pandemia de COVID-19 en Puerto Rico, no comenzó ninguna edición en 2022 |
| 2021 | Noroeste | Audrey Monkam | Top 40 | - Ganadora del desafío Head to Head - Miss World Top Model (1.ª finalista) - Beauty with a Purpose (Top 28)                                          | Anteriormente Miss Tierra Camerún 2018 |
| 2019 | No compitió | No compitió | No compitió | No compitió | No compitió |
| 2018 | Centro | Aimée Caroline Nseke | No clasificó | | |
| 2017 | Centro | Michèle-Ange Minkata | No clasificó | - Miss World Talent (Top 20) | |
| 2016 | Centro | Julia Nguimfack | No clasificó | | |
| 2015 | Litoral | Jessica Ngoua | No clasificó | - Miss World Top Model (Top 30) - Premio People's Choice (Top 10)                                                                                    | |
| 2014 | Centro | Larissa Ngangoum | No clasificó | | |
| 2013 | Centro | Valérie Denise Ayena | No clasificó | - Miss World Talent (Top 12) - Miss World Top Model (Top 10)                                                                                         | |

### Miss Tierra
: Declarada como ganadora
     : Terminó como finalista
     : Terminó como una de las semifinalistas o cuartofinalistas
     : Terminó como ganadora de premios especiales
Una de las finalistas del Miss Camerún será Miss Tierra Camerún. A partir de 2022, la COMICA tiene derecho a enviar representación camerunesa al certamen Miss Tierra.
| Año  | Región   | Miss Tierra Camerún         | Posición en Miss Tierra | Premios especiales | Notas                                  |
| ---- | -------- | --------------------------- | ----------------------- | ------------------ | -------------------------------------- |
| 2024 | Sudoeste | Tina Randa                  | No clasificó            |                    |                                        |
| 2023 | Lebialem | Atem Noella                 | No clasificó            |                    |                                        |
| 2022 | Litoral  | Prandy Noella               | No clasificó            |                    |                                        |
| 2021 | Duala    | Raïssa Mandeng              | No clasificó            |                    |                                        |
| 2020 | Duala    | Danielle Chegue Wabo        | No clasificó            |                    |                                        |
| 2019 | Yaundé   | Jessica Djoumbi             | No clasificó            |                    |                                        |
| 2018 | Sudoeste | Audrey Monkam               | No clasificó            |                    | Posteriormente Miss Mundo Camerún 2021 |
| 2017 | Duala    | Angèle Kossinda             | Top 16                  |                    |                                        |
| 2010 | Yaundé   | Estelle Essame              | No clasificó            |                    |                                        |
| 2007 | Yaundé   | Pauline Marcelle Kack       | No clasificó            |                    |                                        |
| 2005 | Yaundé   | Wonja Ngeah Ginette Martine | No clasificó            |                    |                                        |

### Miss Supranacional
: Declarada como ganadora
     : Terminó como finalista
     : Terminó como una de las semifinalistas o cuartofinalistas
     : Terminó como ganadora de premios especiales
| Año  | Región | Miss Supranacional Camerún | Posición en Miss Supranacional | Premios especiales | Notas |
| ---- | ------ | -------------------------- | ------------------------------ | ------------------ | ----- |
| 2023 | Centro | Kevine Ghomba              | No clasificó                   |                    |       |
| 2019 | Duala  | Angèle Kossinda            | Top 25                         |                    |       |
| 2013 | Yaundé | Johanna Loïs Medjo Akamba  | No clasificó                   |                    |       |
| 2010 | Duala  | Estelle Crescence Essame   | No clasificó                   |                    |       |